# Litote
La litòte (dal greco antico litótēs, "semplicità" e "attenuazione", da litós "semplice") è una figura retorica che consiste nel dare un giudizio o fare un'affermazione adoperando la negazione di un'espressione di senso contrario. Si ha quando si sostituisce un'espressione troppo cruda con la negazione del contrario. Può avere intento di attenuazione o enfasi, ma anche di eufemismo o ironia.
Un esempio di litote è dire "non mi sento troppo bene", per dire "mi sento male", in questo caso con valore intensivo.

## Esempi letterari
Un esempio di litote è la definizione che Alessandro Manzoni dà di Don Abbondio ne I promessi sposi:
(Alessandro Manzoni, I promessi sposi)
Un altro esempio di litote si ha in Foscolo, nel sonetto A Zacinto:
le tue limpide nubi e le tue fronde

l'inclito verso di colui che l'acque

cantò fatali ...»
(Foscolo, A Zacinto)
Anche nella Divina Commedia si trova un esempio di litote nel Canto II dell'Inferno:  

cortese i fu, pensando l'alto effetto 

ch'uscir dovea di lui, e 'l chi e 'l quale, 

non pare indegno ad omo d'intelletto.»
(Divina Commedia, Inferno, Canto II, vv. 16-19)